# Martin Egel
Martin Egel (* 17. Januar 1944 in Freiburg im Breisgau) ist ein deutscher Konzert- und Opernsänger. Der Bassbariton betätigte sich auch im Sprechfach.

## Leben und Karriere
Egel wurde als Sohn der Sängerin Marga Höffgen und des Dirigenten Theodor Egel geboren.
Nach dem Musikstudium in Frankfurt und Basel begann er seine Konzertkarriere. Im Opernfach debütierte er als Figaro am Basler Theater. Egel trat hernach auch in einer Reihe von Fernsehproduktionen auf und wirkte auch an Schallplattenaufnahmen klassischer Musik mit. Die Platte Onkel Martin singt und erzählt zur guten Nacht ließ ihn auch als Rezitator klassischer und moderner Kinderliteratur hören.
Bei den Bayreuther Festspielen trat er ab 1975 auf.